# Kotwali
Kotwali är ett underdistrikt i Bangladesh. Det ligger i den södra delen av landet, 130 km sydväst om huvudstaden Dhaka.
Trakten runt Kotwali består till största delen av jordbruksmark. Runt Kotwali är det tätbefolkat, med 849 invånare per kvadratkilometer.